# Suc de Bauzon
Le suc de Bauzon est un sommet d'origine volcanique culminant à 1 464 m d'altitude. C'est un cône volcanique égueulé de type strombolien.

## Géographie

### Situation
Le suc de Bauzon est situé au sein du Massif central. Le sommet est partagé par quatre communes : Le Roux, de Montpezat-sous-Bauzon, de Saint-Cirgues-en-Montagne et de Usclades-et-Rieutord, dans le département de l'Ardèche.

### Géologie
Il s'agit d'un suc.
Une coulée de lave épaisse de 30  à   40 m s'est épanchée dans le lit de la Loire. Néanmoins, contrairement à une idée reçue, l'apparition du suc de Bauzon, il y a environ 40 000 ans, n'a pas détourné le haut court du fleuve Loire de la rivière Ardèche et, partant, du bassin du Rhône ; le haut court de la Loire a donc toujours été tourné vers le bassin atlantique, selon la thèse d'Emmanuelle Defive.

## Tradition
D'après leur procès en 1519, c'est sur le suc de Bauzon « que se tenait, tous les quinze jours, dans la nuit du jeudi au vendredi, le sabbat des sorcières condamnées à Montpezat ».